# Helmut Sigrist
Helmut Sigrist (* 8. September 1919 in Frankfurt am Main; † 2. September 2018 in Bonn) war ein deutscher Diplomat. Er war von 1977 bis 1979 Ständiger Vertreter bei der Europäischen Gemeinschaft in Brüssel und von 1979 bis 1984 Botschafter in Athen, Griechenland.

## Leben

### Ausbildung und Persönliches
Helmut Sigrist besuchte ein humanistisches Gymnasium und legte das Abitur 1937 ab. Anschließend leistete er von 1937 bis 1945 Wehr- und Kriegsdienst. Danach nahm er ein Studium der Volkswirtschaftslehre an den Universitäten Bamberg und Heidelberg auf, wo er 1950 über die „Volkswirtschaftliche[n] Bedingungen für die erfolgreiche Wirkung von Auslandsanleihen“ zum Dr. rer. pol. promoviert wurde. Durch ein Stipendium war er von September 1950 bis März 1951 an der Universität Denver in Colorado, USA.

### Laufbahn und Wirken
Sigrist absolvierte von April bis September 1951 die Ausbildung für den Auswärtigen Dienst. Dann folgten Verwendungen von 1951 bis 1952 in der handelspolitischen Abteilung der Zentrale, von 1952 bis 1953 im Staatssekretärsbüro und von 1953 bis 1955 als Sekretär an der Ständigen Vertretung in Washington, D.C., USA. Anschließend übernahm er von 1953 bis 1955 die Leitung der Ausbildungsstätte für den höheren Dienst, war von 1957 bis 1962 Sekretär an der Botschaft in Rom, Italien und von 1962 bis 1964 an der Botschaft in Neu Delhi, Indien.
Es folgte ein Wechsel zur Europäischen Kommission. So war er dort zunächst von 1964 bis 1967 stellvertretender Exekutivsekretär, dann von 1967 bis 1968 stellvertretender Generalsekretär und von 1968 bis 1973 schließlich Generaldirektor für Auswärtige Beziehungen. Er kehrte ins Auswärtige Amt zurück und war von 1973 bis 1974 Beauftragter für Vertragsverhandlungen mit den COMECON-Staaten, von 1975 bis 1977 Leiter der Unterabteilung für Handels, Entwicklungs- und Integrationspolitik und von 1977 bis 1979 Ständiger Vertreter bei der Europäischen Gemeinschaft in Brüssel.
Zuletzt war Sigrist von 1979 bis 1984 Botschafter in Athen, Griechenland. 

## Auszeichnungen
- 1978: Verdienstkreuz 1. Klasse des Verdienstordens der Bundesrepublik Deutschland
- 1983: Großes Verdienstkreuz des Verdienstordens der Bundesrepublik Deutschland